# Фабіан (ураган)
Ураган «Фабіан» (англ. Hurricane Fabian) — потужний ураган 4 категорії типу Кабо-Верде, який обрушився на Бермудські острови на початку вересня під час сезону атлантичних ураганів 2003 року. Фабіан був найсильнішим ураганом, який обрушився на Бермудські острови з часів урагану Арлін у 1963 році. Це був одночасно найруйнівніший і перший ураган, який спричинив смерть на острові з 1926 року.
Потужні вітри урагану призвели до масштабних руйнувань по всьому острові. Сильний штормовий приплив, пов’язаний з ураганом, забрав життя чотирьох людей, які переходили дамбу на Бермудських островах, тимчасово закривши єдиний зв’язок між двома островами. Зникаючий Бермудський Тайфунник, більш відомий як каху, опинився під загрозою урагану, який знищив десять гнізд, хоча волонтерська робота перевезла цей вид у безпечніше місце. Сильні хвилі призвели до руйнувань на півночі Пуерто-Рико і Домініканської Республіки, а також занигуло 4 людини  людей уздовж Східного узбережжя Сполучених Штатів. Загалом Фабіан заподіяв збитків приблизно на 300 мільйонів доларів США та забрав життя 8 людей.

## Метеорологічна історія

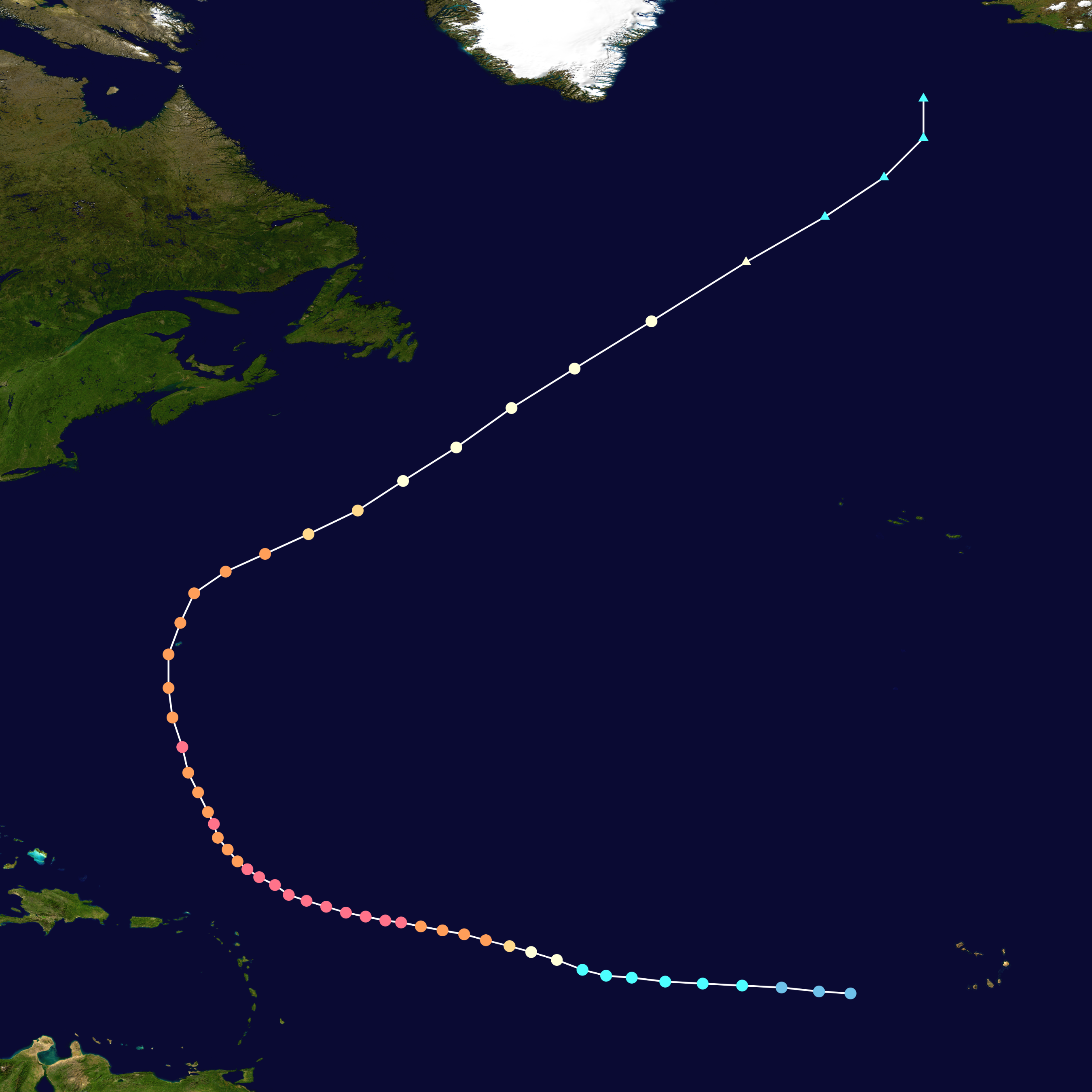
Траєкторія руху Урагану Фабіан

25 серпня біля узбережжя Африки виникла тропічна хвиля. Рухаючись на захід, хвиля розвинула конвекцію над своїм центром, і сприятливі умови дозволили їй розвиватися далі. Пізніше того ж дня система пройшла через острови Кабо-Верде, оскільки конвекція постійно слабшала. Вранці 27 серпня конвекція знову посилилася та консолідувалася поблизу центру, а пізніше того ж дня хвиля переросла в десяту тропічну депресію, розташовану в 420 милях (675 км) на захід від островів Кабо-Верде. Просуваючись на захід до зони теплих вод і низького вертикального зсуву, тропічна депресія постійно посилювалася і 28 серпня була названа тропічним штормом Фабіан, оскільки конвекція посилилася ознаки стали більш помітними.
Особливості смуг і відтік продовжували розвиватися навколо центру Фабіана утворилося кільце конвекції, і 30 серпня шторм посилився до урагану, поступово сповільнюючи свій рух на північний-захід. У міру того, як особливості смуг і відтік стали краще вираженими, у центрі найглибшої конвекції з’явилося око. Фабіан швидко зміцнів і пізно того дня отримав статус сильного урагану.  Глибока конвекція стала дуже концентричною навколо 11,5 миль (18,5 км) ока, і ураган досяг вітру 125 миль/год (205 км/год) рано 31 серпня. У цей час найглибша конвекція біля ока погіршилася на вигляд, і Фабіан тимчасово припинив тенденцію до її посилення. Пізніше того ж дня око знову стало чітким у ідеально круглій зоні глибокої конвекції. Потік продовжував розширюватися в усіх напрямках, і Фабіан посилився до урагану 4 категорії пізно ввечері 31 серпня. Грозова діяльність поблизу ока стала інтенсивнішою, а верхівки хмар стали набагато холоднішими; водночас відтік від ока став набагато більш симетричним, обидва ознаки посилення тропічного циклону. Фабіан досяг свого піку інтенсивності 145 миль/год (230 км/год) 1 вересня, перебуваючи в 345 милях (555 км) на схід від північ Малих Антильських островів.

Ураган Фабіан на південь від Бермудських островів 5 вересня

Після підтримки максимальної інтенсивності протягом 12 годин Фабіан почав слабшати. 2 вересня ураган повернув на північний-захід у відповідь на ослаблення субтропічного хребта над південним-заходом Атлантичного океану. Через деякий час Фабіан знову посилився 4 вересня та на короткий час повернув статус урагану 4 категорії. Ураган знову послабшав, коли він прискорився на північ у напрямку до Бермудських островів, рух через наближення до середнього рівня барочної уголовини. Коли сухе повітря потрапили в стінку ока, Фабіан трохи ослаб, 5 вересня пройшов лише 14 миль (23 км) на захід від Бермудських островів як ураган 3 категорії зі швидкістю 120 миль/год (185 км/год). Східна частина стінки ока перемістилася над островом, що призвело до прямого впливу; центр не рухався над островом, тому Фабіан не вийшов на сушу. Пройшовши острів, ураган прискорився на північний-схід і 7 вересня ослаб до 105 миль/год (165 км/год) урагану 2 категорії. Постійне послаблення відбулося, коли ураган рухався в зону посилення зсуву вітру, сухого повітря, і прохолодні води. 8 вересня, перебуваючи в 680 милях (1095 км) на північний-схід від мису Кейп-Рейс, Ньюфаундленд, Фабіан перейшов у позатропічний шторм, без глибокої конвекції поблизу центру. Позатропічний залишок Фабіана повернув на північ 9 вересня, а 10 вересня залишок Фабіана злився з іншим позатропічним штормом, перебуваючи між південною Гренландією та Ісландією.

## Підготовка
За кілька днів до того, як Фабіан вдарить по Бермудських островах, комп’ютерні моделі передбачили гребінь високого тиску, який змусить ураган зайти на захід від острова на 200 миль (320 км). Не очікується, що це буде пряма загроза, метеоролог Бермудської метеорологічної служби очікував поривчастого вітру та потенційно сильних дощів. Кожне наступне попередження наближало ураган до Бермудських островів, і за 35 годин до того, як Фабіан наблизився найближче, метеорологічна служба Бермудських островів видала попередження про тропічний шторм для острова. Коли слід біля Бермудських островів став більш певним, попередження про ураган було видано для острова приблизно за 29 годин до того, як Фабіан завдав прямого удару по острову.
Компанія Bermuda Electric Light Company Limited рекомендувала жителям Бермудських островів запастися: свічками, батарейками та  продуктаии, що не швидко псуються, наповнювати ванни та додаткові ємності водою, а також заправляти бензинові баки для автомобілів.  Готуючись до цього, жителі вишикували довгі черги на автозаправних станціях, у банках і супермаркетах. Усі державні установи та багато підприємств закрилися за день до урагану. Усі школи були закриті, а всі рейси на острів і з нього скасовані. Чиновники відкрили притулки для надзвичайних ситуацій і рекомендували евакуюватися 2000 жителів низин; також був евакуйований готель на південному березі острова. Кілька круїзних лайнерів, які, як очікується, залишилися на острові, відправилися раніше, щоб уникнути урагану. Місцеві страхові компанії на Бермудських островах відчули значне зростання бізнесу, оскільки жителі оновлювали які втратили чинність поліси, або підписувалися на нові поліси для будинків чи підприємств, хоча морські поліси були припинені за кілька днів до удару урагану. Прибуття Фабіана призвело до скасування або затримки кількох спортивних заходів, у тому числі матчу з крикету, футбольного матчу та перегонів на човнах.

## Наслідки
| Регіон             | Прямі смерті |
| ------------------ | ------------ |
| Бермудські Острови | 4            |
| Гранд Бенкс        | 3            |
| Північна Кароліна  | 1            |
| Всього             | 8            |

Фабіан убив вісім людей і завдав збитків на 300 мільйонів доларів США, головним чином на Бермудських островах.

### Карибський басейн
Ураган завдав шкоди від штормового припливу в Антигуа і Барбуді, де деякі човни отримали легкі пошкодження. Сильні хвилі та припливи викликали великі хвилі на північному узбережжі Пуерто-Рико, вимиваючи пляжі в різних місцях. Хвилі вибили 10-футову (3-метрову) ділянку будівельного майданчика в Ocean Park, завдавши збитків на 30 000 доларів США. У Домініканській Республіці ураган викликав хвилі заввишки до 8 футів (2,4 м). Через хвилі та поривчастий вітер човнам рекомендували залишатися в порту. Кілька сімей довелося евакуювати в Нагуа, коли приплив затопив їхні будинки.

### Бермудські острови

Ураган «Фабіан» пронісся над Бермудськими островами ввечері 5 вересня

Ураган Фабіан обрушився на Бермудські острови в п'ятницю, 5 вересня 2003 року, швидкість вітру досягла 39 миль/год (63 км/год) до 08:00, 74 миль/год (119 км/год) до 14:00 і 150 миль/год (240 км/год). Око не проходило безпосередньо над архіпелагом, натомість проходило на захід (поміщаючи Бермудські острови в північно-східну чверть, де вітри були особливо сильними), причому очна стінка тягнулася над Бермудськими островами протягом трьох годин. Це подовжило руйнівні вітри, яким зазнав острів. Шторм спричинив 10-хвилинну середню швидкість вітру 120 миль/год (195 км/год), тоді як піковий порив вітру 164 милі/год (264 км/год) стався на Бермудському порту Радіо. Найсильніший з вітрів тривав приблизно три-чотири години і тоді як східна частина ока рухалася над островом, швидкість вітру зменшилася до 60 миль/год (95 км/год). Великі хвилі били по південній частині острова протягом кількох днів, досягаючи висоти від 25 до 35 футів (7 до 10 м) у найсильнішій частині урагану, і, пройшовши острів, ураган викликав штормовий приплив понад 11 футів (3 м) у висоту. Через його швидкий рух загальна кількість опадів зросла лише до 1,82 дюйма (46,2 мм). Було також кілька неофіційних повідомлень про торнадо. Сильні розривні течії від урагану тривали кілька днів до того, як Фабіан пройшов повз острів; двоє плавців потрапили в течію, і вони покладалися на допомогу рятувальників, щоб повернутися на берег.

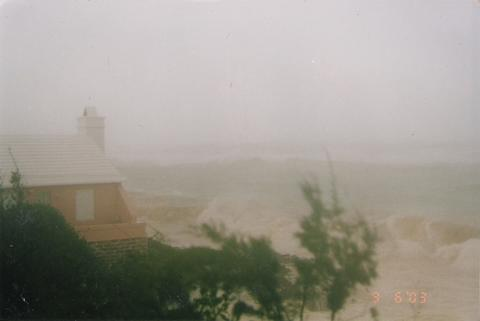
Будинок у затоці Сміта під час наближення шторму

Сильні хвилі завдали значної шкоди береговій лінії, особливо на південній частині Бермудських островів. Сильні хвилі відірвали човен від причалів у Спеніш-Пойнт. Не бажаючи втрачати судно, власник у супроводі двох людей намагався врятувати судно. Один впав за борт, перш ніж піднятися на борт човна. Троє ризикнули пройти судно крізь торнадо та 20-футові (6-метрові) хвилі, які скинули на корабель кілька футів води; зрештою вони благополучно прибули до Гамільтонської гавані. П'ять чартерних човнів перекинулися від хвиль, а кілька інших розбилися об рифи. Сильні хвилі обрушили морську дамбу в Гамільтоні, спричинивши затори на один день, поки її не полагодили.
Вітер обірвав численні лінії електропередач, через що 78% із 32 031 споживачів на острові залишились без електроенергії. Сильний вітер пошкодив або зривав дахи численних будівель на Бермудах. Одним із найбільш постраждалих районів було навколо готелю за межами Гамільтона, де не було відключень електроенергії чи вибитих вікон, тоді як одним із найбільш постраждалих районів був Ворік. Там один житель зазначив: «Забагато будинків втратили дахи, щоб їх порахувати». Один будинок був повністю зруйнований на Rec View Hill, тоді як непідтверджений торнадо зруйнував більшу частину даху будинку в Девонширі. Ураган зруйнував ресторан у Саутгемптоні також пошкоджені трибуни та дахи на спортивних спорудах. Сильний вітер від урагану пошкодив декілька визначних будівель, у тому числі Будинок зборів і мерію в Гамільтоні, а також колишній військовий штаб у Сент-Джорджі.

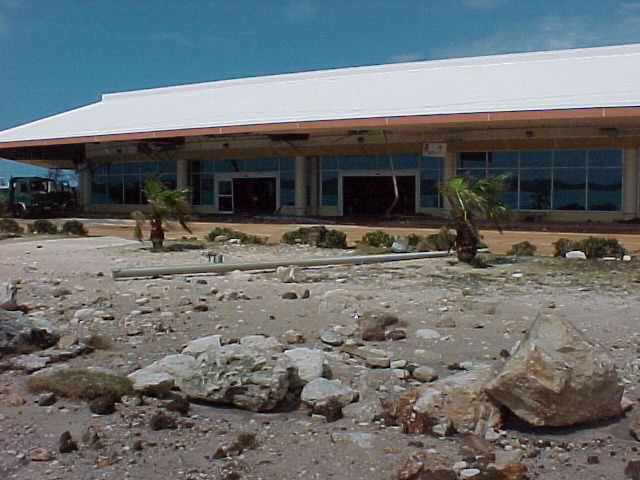
Пошкоджений термінал міжнародного аеропорту Бермудських островів

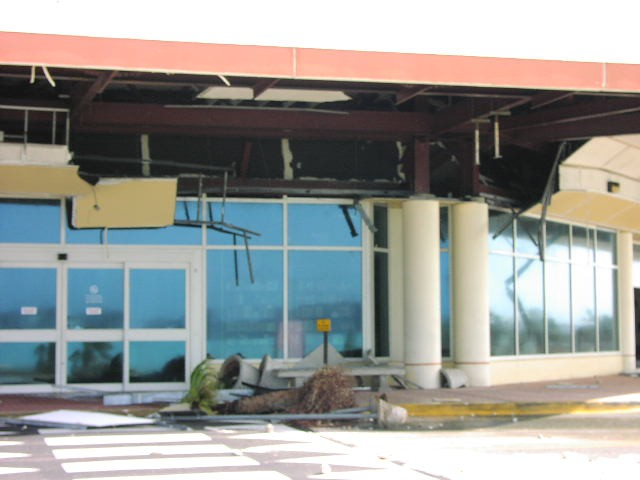
Будівля міжнародного аеропорту Бермудських островів була серйозно пошкоджена.

Міжнародний аеропорт Бермудських островів зазнав збитків у розмірі 15 мільйонів доларів США, в основному будівель і доріг, які були змиті штормом. Однак злітно-посадкова смуга уникла серйозних пошкоджень, і наступного дня аеропорт знову відкрився для польотів екстреної допомоги. Засоби масової інформації процитували слова генерального менеджера аеропорту Джеймса Г. Хауза про збитки після шторму : «У мене завмерло серце, коли я вперше побачив аеропорт того ранку. Повсюди були тонни уламків і вогонь. спрацьовувала сигналізація та охоронна сигналізація. Був такий гуркіт дзвонів і гудків – це було як у зоні бойових дій». Послуги комерційних авіаліній були призупинені на три дні через значні пошкодження будівлі терміналу, яку затопило 3 фути (0,91 м) морської води. ILS і радар аеропорту також були пошкоджені.
Ураган також вплинув на службу погоди Бермудських островів, оскільки хвилі заввишки 8 футів (2,4 м) знищили записуюче обладнання. Вітер серйозно пошкодив основні готелі острова, закривши п’ять на тривалий час для усунення пошкоджень. В одному готелі, який залишався відкритим, було пошкоджено 25% номерів. Сильний вітер вирвав з корінням сотні дерев уздовж полів для гольфу на острові, хоча повідомляється про невелику шкоду на більшості полів. Одне поле зазнало значних пошкоджень у клубі, внаслідок чого його тимчасово закрили.
Урядовий охоронець охорони природи доктор Девід Б. Вінгейт повідомив, що південному березі Бермудських островів завдано найбільшої шкоди за тисячу років. Сильні вітри повалили сотні дерев, завдали серйозної шкоди рослинності і знищили багато місцевих рослин острова. Ураган змив значні частини острова гніздування бермудського Тайфунника, що перебуває під загрозою зникнення, і знищив 10 із 70 активних гнізд. Зникаючих птахів на острові не було, але місцеві жителі швидко зібралися, щоб відновити їх середовище проживання. Сильні хвилі призвели до сильної берегової ерозії, а на одному пляжі відсутність піску зруйнувала природну бухту. Природні арки, набір розмитих каменів, схожих на арку, які були популярні на фотографіях, були зруйновані хвилями. Сильний вітер повалив кокоси з кількох дерев і розкидав їх по землі.
Штормовий хвиля від урагану застрягла на тротуарі між округом Сент Джордж та островом Св. Девіда. Після того, як пожежна машина не змогла врятувати їх, потужні хвилі змили машини в Касл-Харбор. Берегова охорона США і поліцейські водолази Бермудських островів розпочали повномасштабні пошуки зниклих безвісти під час найсильнішого шторму. Сильний вітер та емоційні проблеми з пошуком колег ускладнювали пошуки. Зрештою транспортні засоби та одне тіло було знайдено а інші вважаються зниклими безвісти, ймовірно мертвими. Інший автомобіль стояв на дамбі, коли обидва автомобілі застрягли, але водій зміг безпечно перетнути дорогу. Сильний вітер і прибій зірвали бічні стінки дамби і сильно пошкодили конструкцію тимчасово закривши її для автомобільного руху.
Оскільки більшість людей були добре підготовлені, це були єдині чотири смерті на острові. Крім того, дев'ять осіб звернулися за медичною допомогою через незначні травми. Загальна сума збитків на Бермудських островах склала 300 мільйонів доларів США, що, за повідомленнями, є найдорожчим ураганом із 1926 року.

### Атлантична узбережжя США
Шторм від урагану викликали розривні течії та сильний прибій уздовж східного узбережжя Північної Кароліни. Один чоловік потонув біля мису Гаттерас від розривної течії. Фабіан створив умови для серфінгу вздовж східного узбережжя Сполучених Штатів, переважно від Джорджії до Північної Кароліни. Повідомлялося про три смерті в північній Атлантиці, коли корабель The Pacific Attitude затонув на південь від Ньюфаундленду в Гранд-Бенксі через сильні хвилі заввишки понад 60 футів (20 м).

## Замітки
Через пошкодження та загибель людей на Бермудських островах ім’я Фабіан було вилучено навесні 2004 року й більше ніколи не використовуватиметься для атлантичного урагану. Метеорологічна служба Бермудських островів дозволила мешканцям запропонувати ім’я на заміну, за єдиним правилом, яке полягало в тому, що це ім’я мало бути чоловічим і починатися з літери «F», яке легко вимовляти і яке зараз не використовується Національним центром спостереження за ураганами. Сервіс отримав список із понад 30 імен, у тому числі Форреста та Фродо, на честь персонажа «Володаря кілець». Метеорологічна служба Бермудських островів надіслала три імені до Всесвітньої метеорологічної організації : Фред, Форд і Флінн. З трьох згаданих Всесвітня метеорологічна організація навесні 2004 року вибрала, щоб Фабіан був замінений Фредом у списку на сезон 2009 року.